# Celebration
Celebration е третият сборен и последен албум на Мадона, издаден от Warner Bros. Албумът е издаден на единично CD, двойно CD и DVD, което се казва Celebration: The Video Collection.
Албумът включва две нови песни от общо 36: хит сингъла Celebration, Revolver (дует с Лил Уейн) и It's So Cool, която е бонус песен към специалното издание на iTunes. Албумът излиза през септември 2009 година и дебютира на първо място в Англия, Италия и Ирландия.
В САЩ албумът дебютира под номер 7 със 72 000 продадени копия за първата си седмица.
Получава златен сертификат от Асоциацията на Звикозаписната Индустрия на Америка на 23 ноември 2009 г.
В Канада дебютира на челното място на Канадския чарт за албуми със 17 000 продадени копия. В Австралия и Нова Зеландия дебютирана 8-о и 2-ро място, респективно, в официалните им чартове.

## Списък на песните

### Оригинално издание
- Диск 1

1. „Hung Up“ – 5:36
2. „Music“ – 3:45
3. „Vogue“ – 5:16
4. „4 Minutes“ – 3:09
5. „Holiday“ – 6:08
6. „Everybody“ – 4:10
7. „Like a Virgin“ – 3:08
8. „Into the Groove“ – 4:45
9. „Like a Prayer“ – 4:33
10. „Ray of Light“
11. „Sorry“ – 3:58
12. „Express Yourself“ (Shep Pettibone Remix) – 3:59
13. „Open Your Heart“ – 3:49
14. „Borderline“ – 3:58
15. „Secret“ – 4:28
16. „Erotica“ – 4:30
17. „Justify My Love“ – 4:54
18. „Revolver“ (с Лил Уейн) – 3:40

- Диск 2

1. „Dress You Up“ – 4:02
2. „Material Girl“ – 4:00
3. „La Isla Bonita“ – 4:02
4. „Papa Don't Preach“ – 4:29
5. „Lucky Star“ – 3:38
6. „Burning Up“ – 3:42
7. „Crazy for You“ – 3:44
8. „Who's That Girl“ – 3:58
9. „Frozen“ – 6:18
10. „Miles Away“ – 3:45
11. „Take a Bow“ – 5:20
12. „Live to Tell“ – 5:51
13. „Beautiful Stranger“ – 4:20
14. „Hollywood“ – 4:22
15. „Die Another Day“ – 4:36
16. „Don't Tell Me“ – 4:09
17. „Cherish“ – 3:50
18. „Celebration“ – 3:35

### Стандартна версия
1. „Hung Up“ – 5:36
2. „Music“ – 3:45
3. „Vogue“ – 5:16
4. „4 Minutes“ (с Джъстин Тимбърлейк и Тимбаленд) – 3:09
5. „Holiday“ – 6:08
6. „Like a Virgin“ – 3:08
7. „Into the Groove“ – 4:45
8. „Like a Prayer“ – 5:42
9. „Ray of Light“ – 4:33
10. „La Isla Bonita“ – 4:02
11. „Frozen“ – 5:10
12. „Material Girl“ – 4:00
13. „Papa Don't Preach“ – 4:29
14. „Lucky Star“ – 3:38
15. „Express Yourself“ – 3:59
16. „Open Your Heart“ – 3:49
17. „Dress You Up“ – 4:02
18. „Celebration“ – 3:35

### Бонус тракове
- Дигитална делукс версия

1. „Celebration“ (Benny Benassi Remix Edit) – 3:58

- Amazon MP3 делукс версия

1. „Celebration“ (Felguk Love Remix) – 6:38